# Oleg Leonidovič Saljukov
Oleg Leonidovič Saljukov (in russo Олег Леонидович Салюков?; Saratov, 21 maggio 1955) è un generale russo, comandante in capo delle Forze terrestri delle Forze armate della federazione russa dal maggio del 2014 al maggio del 2025.

## Biografia
Oleg Saljukov è nato il 21 maggio 1955 nella città di Saratov, figlio di Leonid Ivanovič Saljukov, maggior generale dell'esercito sovietico e commissario militare della regione di Penza dal 1966 al 1978. A causa del lavoro del padre, il giovane Oleg ha vissuto la sua giovinezza nella città di Penza dove si è diplomato alla scuola n. 6.

### Carriera militare
Dal 1973 ha studiato presso la Scuola superiore di Comando dei Carri Armati delle guardie "V.I. Lenin" di Ul'janovsk. Diplomandosi, venne assegnato al Distretto militare di Kiev, dove dal 1977 al 1982 ha prestò servizio come comandante di plotone, comandante di compagnia, capo di stato maggiore e infine come comandante di battaglione.
Ha continuato gli studi militari, entrando e diplomandosi con lode presso l'Accademia Militare delle Forze Corazzate "R.J. Malinovskij" di Mosca. Dal 1985 al 1994 è stato vice comandante di un reggimento corazzato da addestramento, comandante di un reggimento corazzato, vice comandante della 4ª Divisione corazzata delle guardie nel Distretto militare di Mosca. Dopo questi incarichi, entrò nell'Accademia militare dello stato maggiore delle forze armate russe.
Dal 1997 al 1998, Saljukov è stato comandante della 121ª Divisione fucilieri motorizzata e successivamente comandante dell'81ª Divisione fucilieri motorizzata delle guardie fino al 2000. Scalò di rango, diventando vice comandante della 35ª Armata combinata fino al 2002, quando ne divenne comandante. Scalò ulteriormente di rango, diventando vice comandante del Distretto militare dell'Estremo Oriente (DVO). 
Dal 2005 al 2008 è stato primo vice comandante e capo di stato maggiore del DVO per poi diventarne il comandante ufficiale fino alla sua dissoluzione nel 2010.
Dal 2010 è stato vice capo di stato maggiore delle Forze Armate russe fino al 2014, anno in cui è stato nominato comandante in capo delle Forze terrestri russe. Il 22 febbraio 2019 è stato promosso a generale d'armata, 65o generale russo ad arrivare a tale grado.
Nel maggio 2025 Saljukov è stato sollevato dal suo incarico e nominato vice segretario del Consiglio di sicurezza nazionale.

## Sanzioni
Nel 2022 è stato aggiunto all'elenco delle personalità sanzionate dall'Unione europea per essere "responsabile del sostegno attivo e dell'attuazione di azioni e politiche che minano e minacciano l'integrità territoriale, la sovranità e l'indipendenza dell'Ucraina, nonché la stabilità o la sicurezza in Ucraina".